# Paweł Sikora (aktor lalkarz)
Paweł Sikora (ur. 8 kwietnia 1967 w Dzierżoniowie) – polski aktor lalkarz, twórca muzyki i scenografii teatralnej, współzałożyciel grupy teatralnej 'Klinika Lalek'. Pseudonim artystyczny „Ptak”.

## Życiorys
W 1987 r. ukończył IX Liceum Ogólnokształcące im Juliusza Słowackiego we Wrocławiu. Absolwent Wydziału Lalkarskiego Państwowej Wyższej Szkoły Teatralnej (obecnie Akademia Sztuk Teatralnych) we Wrocławiu. Tytuł magistra sztuki uzyskał w 1991r.
Po trzech latach aktywności (1988-1991) w ‘Klinice Lalek’ i roku asystentury na Wydziale Lalkarskim PWST (1991-1992) opuścił Wrocław, aby dołączyć do teatru 'Wierszalin' z siedzibą w Supraślu (1992-1994); Od 1994 związany z Jelenią Górą (1994-1995 Teatr Animacji, 1995-2019 Teatr Maska). W 1997 przebywał na stypendium Instytutu Goethego w Norymberdze, gdzie brał udział w międzynarodowym projekcie teatralnym ‘Xirxalta’ w Theater von Menschen für Menschen (ThevoMefüMe).
Taper. W latach 2007–2011 taperował do kolejnych edycji Słodkiej Bitwy o Miedzę na Festiwalu Filmów Komediowych w Lubomierzu.

## Spektakle teatralne (role)
- Msza w czerni i bieli – reżyseria Krzysztof Wiktorczyk; rola Stara Kobieta (Teatr Klinika Lalek, Wrocław, 1988)
- Momo – reżyseria Krzysztof Wiktorczyk; rola Szary Pan – Producent Dźwięku (Teatr Klinika Lalek, Wrocław, 1989)
- Ptaki – reżyseria Krzysztof Wiktorczyk; rola Bosy (Teatr Klinika Lalek, Wrocław, 1990)
- Osmędeusze – reżyseria Anna Proszkowska; rola Mahoniowy (Wydział Lalkarski PWST, Wrocław, 1991)
- Król Lear – reżyseria Zygmunt Molik; rola Hrabia Kent (Wydział Lalkarski PWST, Wrocław, 1991)
- Szafa – reżyseria Andrzej Ball; rola Druga Wiedźma (Wydział Lalkarski PWST, Wrocław, 1991)
- Męczeństwo i Śmierć J.P. Marata – reżyseria Piotr Tomaszuk; rola Pacjent z Charenton grający na fisharmonii (Wydział Lalkarski PWST, Wrocław, 1992)
- Głowacze – reżyseria Andrzej Ball; rola Grr (Centrum Kultury Muza, Lubin, 1992)
- Kubuś Puchatek – reżyseria Piotr Tomaszuk; rola Prosiaczek (Towarzystwo Wierszalin Teatr, Supraśl, 1993)
- Merlin – reżyseria Piotr Tomaszuk; rola Sekstus, czyli Klaudas zwany Grubym (Towarzystwo Wierszalin Teatr, Supraśl, 1993)
- Renesans...czyli jak wam się podoba – reżyseria Honorata Magdeczko-Capote; rola Ofelia (Teatr Animacji, Jelenia Góra, 1994)
- Rzepiór- Duch gór – reżyseria Andrzej Ball; rola Sędzia (Teatr Animacji, Jelenia Góra, 1994)
- Kubuś Puchatek – reżyseria Anna Proszkowska; rola Prosiaczek (Teatr Animacji, Jelenia Góra, 1994)
- Sen o Wyspie – reżyseria Andrzej Ball; rola Pirat ll (Teatr Animacji, Jelenia Góra, 1994)
- Pociąg do Betlejem, czyli 715 zaginął – reżyseria Aleksander Maksymiak, rola Podróżny (Teatr Animacji, Jelenia Góra, 1994)
- Ba-rock w trampkach – Honorata Magdeczko-Capote; rola Trup z Lekcji Anatomii Doktora Tulpa (Teatr Maska, Jelenia Góra, 1995)
- Dziady Część ll – reżyseria Andrzej Kempa; rola Upiór (Teatr Maska, Jelenia Góra, 1996)
- Taniec Śmierci – Andrzej Ball; reżyseria Andrzej Ball; rola Organista (Teatr Maska, Jelenia Góra, 1996)
- Seifenoper in Cafe Real – reżyseria Klaus Meier; rola Oficer (ThevoMefüMe, Norymberga, 1997)
- Widzenie Pigmaliona – reżyseria Krzysztof Rogacewicz i Paweł Sikora; rola Klawisz Zakładu Penitencjarnego (Teatr Maska, Jelenia Góra, 2001)
- W Starym Kinie..., czyli z pamiętnikia dublera – reżyseria Krzysztof Rogacewicz i Paweł Sikora; rola Taper (Teatr Maska, Jelenia Góra, 2003)
- Pastorałki wg Tytusa Czyżewskiego – Tytus Czyżewski; reżyseria Krystian Kobyłka: rola Muzykant (Teatr Wyobraźni, Londyn, 2004)
- Momo – Michael Ende; reżyseria Krzysztof Wiktorczyk ; rola Szary Pan – Producent Dźwięku (Teatr Klinika Lalek, Wrocław 2016)

## Muzyka do spektakli teatralnych oraz widowisk plenerowych
- The Dream about an Island – reżyseria Andrzej Ball (Teatr Lalek Hupilainen, Kangasala, Finlandia, 1991)
- Serdeczny, stary człowiek – Krystyna Miłobędzka; reżyseria Andrzej Ball (Teatr Animacji, Jelenia Góra, 1992)[9]
- Szafa – Andrzej Ball; reżyseria Andrzej Ball (Teatr Animacji, Jelenia Góra, 1993)[10]
- Serenada – Sławomir Mrożek; reżyseria Andrzej Ball (Teatr Animacji, Jelenia Góra, 1994)[11]
- Renesans..., czyli jak wam się podoba – program składany; opracowanie muzyczne; reżyseria Honorata Magdeczko-Capote (Teatr Animacji, Jelenia Góra, 1994)[12]
- Rzepiór – Duch gór – wg baśni karkonoskich; reżyseria Andrzej Ball (Teatr Animacji, Jelenia Góra, 1994)
- Sen o Wyspie – reżyseria Andrzej Ball; (Teatr Animacji, Jelenia Góra, 1994)
- Przygoda malutkiej czarownicy – Jana Synkova; reżyseria Petr Nosalek (Opolski Teatr Lalki i Aktora im. Alojzego Smolki, Opole, 1995)[13]
- Ba-rock w trampkach – Honorata Magdeczko-Capote; reżyseria Honorata Magdeczko-Capote (Teatr Maska, Jelenia Góra, 1995)
- Sonety Shakespeare – Wiliam Shakespeare; reżyseria Krzysztof Rogacewicz, Paweł Sikora (Teatr Maska, Jelenia Góra, 1995)
- Dziady Część ll – Adam Mickiewicz; reżyseria Andrzej Kempa (Teatr Maska, Jelenia Góra, 1996)
- Taniec Śmierci – Andrzej Ball; reżyseria Andrzej Ball (Teatr Maska, Jelenia Góra, 1996)
- Atak na mury Chojnika – oprawa muzyczna widowiska plenerowego (Turniej rycerski na zamku Chojnik, 1996)
- Zaczarowany Jeleń – reżyseria Petr Nosalek (Babkove Divadlo Kosice, Słowacja, 1997)
- Seifenoper in Cafe Real – opracowanie muzyczne (Thevomefume Theater, Norymberga, 1997)
- Oświecenie – Honorata Magdeczko-Capote; reżyseria Honorata Magdeczko-Capote (Teatr Maska, Jelenia Góra, 1998)
- Chatka Puchatka – Alan Alexander Milne; opracowanie muzyczne; reżyseria Przemysław Żychowski (Teatr Lalek Pleciuga, Szczecin, 1999)
- Książę Pipo – Pierre Gripari; reżyseria Beata Pejcz (Teatr Lalek Rabcio, Rabka-Zdrój, 1999)
- Dekameron – Giovanni Boccaccio; reżyseria Arkadiusz Klucznik (Teatr Maska, Rzeszów, 2000)
- Biegnijcie do szopki – Edmund Wojnarowski; reżyseria Krystian Kobyłka (Teatr Ateneum, Katowice, 2000)
- Sen Rybaka – Dariusz Miliński, reżyseria Dariusz Miliński (Grupa Plastyczna Pławna 9, Pławna, 2000)
- Quo Vadis – reżyseria Honorata Magdeczko-Capote (Teatr Maska, Jelenia Góra, 2000)
- Widzenie Pigmaliona – Krzysztof Rogacewicz, Paweł Sikora; reżyseria Krzysztof Rogacewicz, Paweł Sikora (Teatr Maska, Jelenia Góra, 2001)
- Rozprawa o średniowieczu maluczkim przeznaczona – program składany; reżyseria Honorata Magdeczko-Capote; opracowanie muzyczne (Teatr Dzieci Zagłębia im. Jana Dormana, Będzin, 2002)
- W Starym Kinie..., czyli z pamiętnikia dublera – Krzysztof Rogacewicz, Paweł Sikora; reżyseria Krzysztof Rogacewicz, Paweł Sikora; opracowanie muzyczne (Teatr Maska, Jelenia Góra, 2003)
- Pastorałki wg Tytusa Czyżewskiego – Tytus Czyżewski; reżyseria Krystian Kobyłka (Teatr Wyobraźni, Londyn, 2004)
- Bunt Tkaczy – widowisko plenerowe wg Gerharda Hauptmanna, reżyseria Honorata Magdeczko-Capote (Teatr Maska, Jelenia Góra – Chełmsko Śląskie koprodukcja, 2009)
- Kot, który merdał ogonem – Beata Pejcz, Paweł Pawlak; reżyseria Aneta Głuch-Klucznik (Teatr Lalek Rabcio, Rabka-Zdrój, 2011)
- Momo – Michael Ende; reżyseria Krzysztof Wiktorczyk (Teatr Klinika Lalek, Wrocław 2016)

## Scenografia do spektakli teatralnych
- Msza w czerni i bieli – współtwórca form lalkowych i elemetów scenografii do pierwszego spektaklu Kliniki Lalek (Wydział Lalkarski PWST, Wrocław, 1988)
- Momo – współtwórca form lalkowych i elemetów scenografii do drugiego spektaklu Kliniki Lalek (Wydział Lalkarski PWST, Wrocław, 1989)
- Ptaki – współtwórca form lalkowych i elementów scenografgii do trzeciego spektaklu Kliniki Lalek (Wydział Lalkarski PWST, Wrocław, 1990)
- Kraina Oz – reżyseria Jerzy Bielunas, projekty scenograficzne (Wydział Lalkarski PWST, Wrocław, 1991)
- Rozprawa o średniowieczu maluczkim przeznaczona – program składany; reżyseria Honorata Magdeczko-Capote; projekty scenografii i kostiumów (Teatr Dzieci Zagłębia im. Jana Dormana, Będzin, 2002)

## Wydawnictwa płytowe CD
- Sonety Shakespeare Rogacewicz&Sikora – Jelenia Góra, 2012
- Pastorałki Rogacewicz&Sikora – Jelenia Góra, 2013

## Nagrody
17 września 2000 otrzymał Nagrodę Za Najlepszą Oryginalną Muzykę (do przedstawienia pt. „Książę Pipo” w reżyserii Beaty Pejcz i ze scenografią Jadwigi Mydlarskiej–Kowal) na Siódmym Międzynarodowym Festiwalu Teatrów Dziecięcych w Suboticy – Jugosławia.